# Verrières (Marna)
Verrières è un comune francese di 423 abitanti situato nel dipartimento della Marna nella regione Grand Est.

## Società

### Evoluzione demografica
Abitanti censiti